# Ricardo Balaca
Ricardo Balaca y Orejas-Canseco, né le 31 décembre 1844 à Lisbonne et mort le 12 février 1880, est un peintre espagnol et illustrateur spécialisé dans les scènes de bataille. Son frère, Eduardo, est aussi un peintre bien connu.

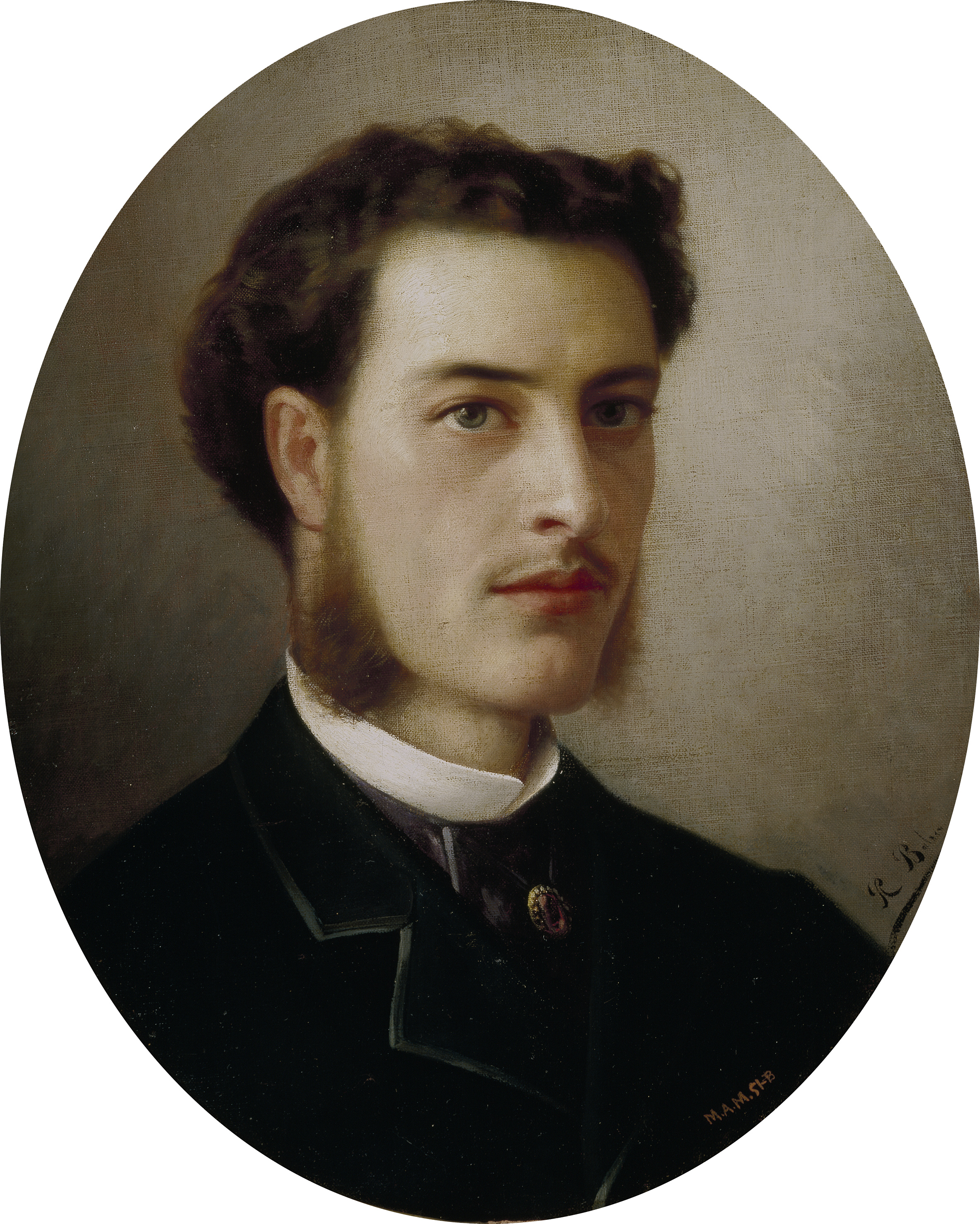
Autoportrait vers 1863.

## Biographie
Ricardo Balaca naît le 31 décembre 1844 à Lisbonne. Son père est le peintre José Balaca, qui y vivait temporairement, parti en exil pour des raisons politiques. Il commence sa formation artistique dans l'atelier familial et termine ses études à la Real Academia de Bellas Artes de San Fernando à Madrid, où il étudie avec Federico de Madrazo. Ses talents se manifestent dès son plus jeune âge; il n'a que treize ans lorsqu'il expose pour la première fois à l'Exposition Nationale des Beaux-Arts, recevant une « mention honorable »
Il crée des dessins, des illustrations et de nombreux portraits, mais on se souvient surtout de ses représentations de batailles dans un style romantique. Pendant la troisième guerre carliste, il sert comme correspondant sur le front nord avec l'armée du roi Alphonse XII. Ses scènes de bataille historiques remarquables comprennent la Bataille d'Almansa, initialement exposée dans le Palacio de las Cortes, et la Bataille de Bailén
Il fournit également des illustrations pour une édition de luxe de Don Quixote commentée par le spécialiste de Cervantes Nicolás Díaz de Benjumea (es) et publiée par Montaner y Simón après la mort de Balaca. Il semblerait que Balaca ne soit pas l'auteur des près de trois-cents illustrations, bien qu'aucun autre auteur ne soit crédité dans la première édition. Dans une réédition de 1970, José Luis Pellicer est aussi crédité.
Il meurt le 12 février 1880 à Madrid[réf. nécessaire]. Aucune des sources disponibles n'indique la cause de sa mort prématurée.

## Sélection de peintures

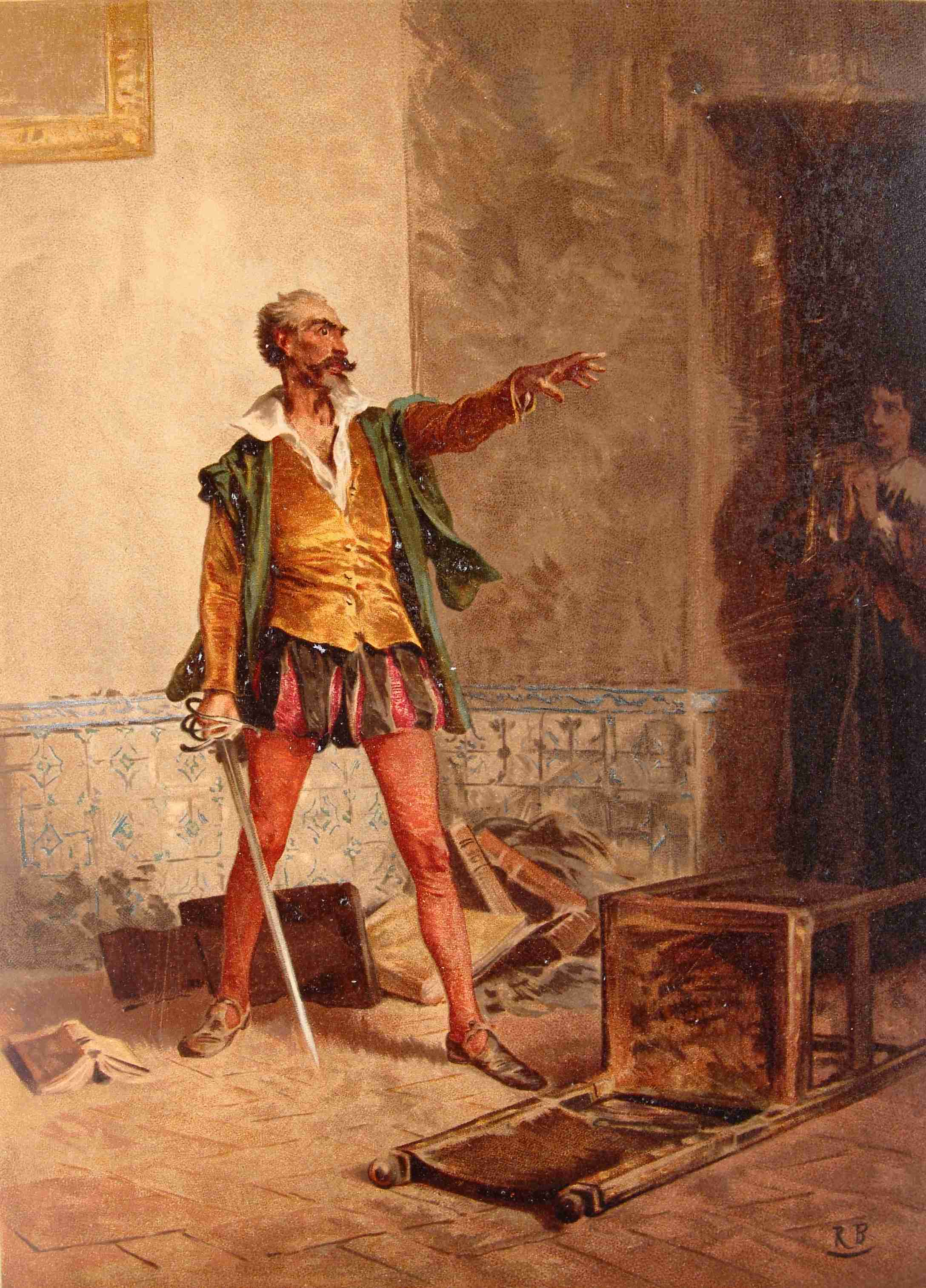
Illustration de Don Quichotte.
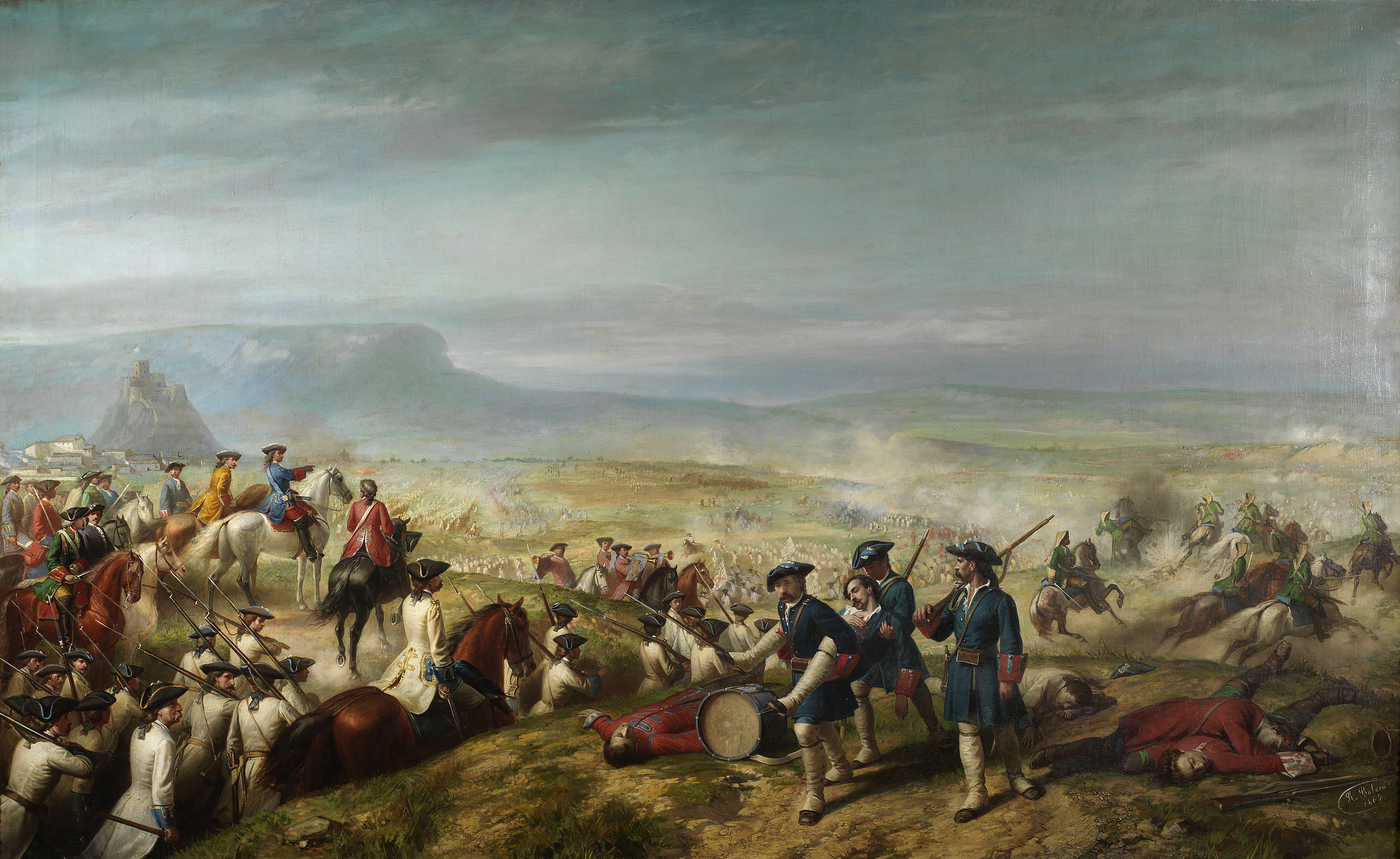
La Bataille d'Almansa.
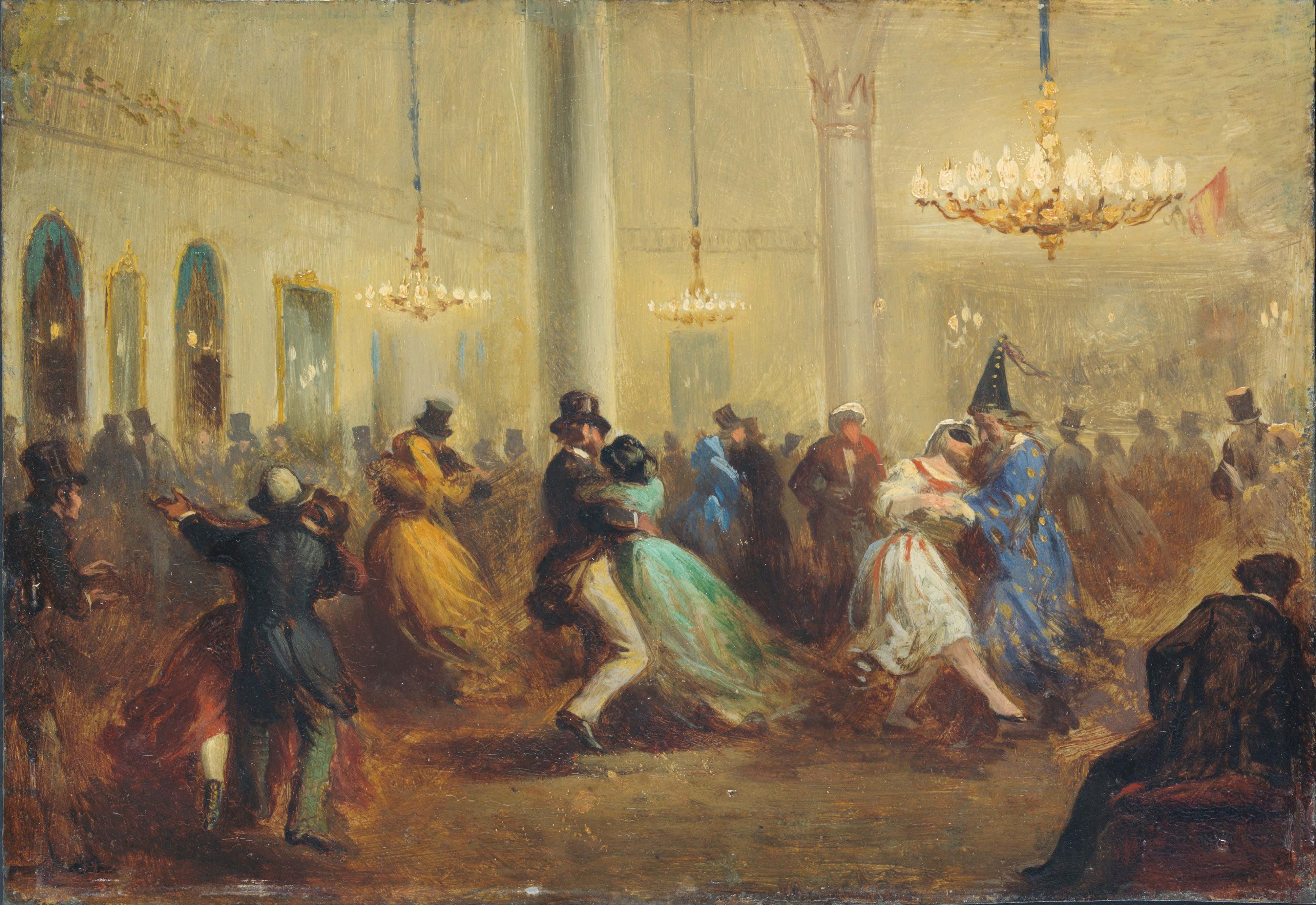
La Danse des Aumôniers.
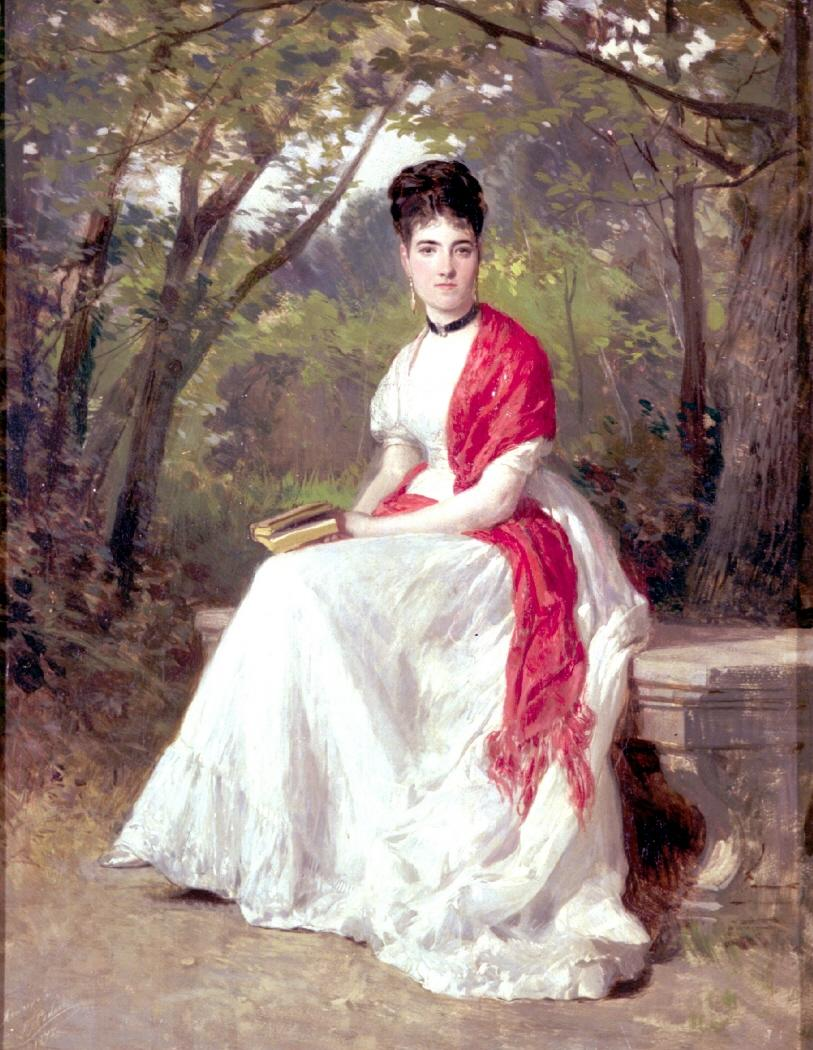
Portrait de son épouse, Teresa Vergara.